# Oncocalyx
Oncocalyx é um género botânico pertencente à família Loranthaceae.